# 伊東市立川奈小学校
伊東市立川奈小学校（いとうしりつ かわなしょうがっこう）は、静岡県伊東市川奈にある公立小学校。少子化により、2021年（令和3年）3月31日に閉校し、南小学校へと統合された。

## 沿革
- 1873年（明治6年）8月25日 - 創立。福西四郎左エ門宅、慈眼院、恵鏡院、蓮慶寺で授業[2]。
- 1886年（明治19年） - 「伊東学校河南分校」となる[2]。
- 1889年（明治22年）4月 - 「小室村立小学校」として独立[2]。
- 1892年（明治25年）8月 - 「小室村立川奈尋常小学校」と改称[2]。
- 1900年（明治33年）1月29日 - 高等科を併設し、「川奈尋常高等小学校」と改称[2]。
- 1941年（昭和16年）4月1日 - 国民学校令により、「小室村川奈国民学校」と改称[2]。
- 1947年（昭和22年）
  - 4月 - 学校教育法により、「小室村立川奈小学校」と改称[2]。
  - 8月 - 町村合併により、「伊東市立川奈小学校」と改称[2]。
- 1961年（昭和36年）7月17日 - 校歌制定[2]。
- 2021年（令和3年）3月31日 - 少子化により閉校、南小学校へと統合[1]。